# 全國關廠工人連線抗爭歷史
全國關廠工人連線抗爭事件，主要分成二個時期，第一個時期是1996年左右，台灣陸續發生多起紡織、製衣廠惡性倒閉，導致員工退休金與資遣費問題都求助無門，後來數家關廠失業勞工組成「全國關廠工人連線」（全關連）陸續進行了包括一系列的抗爭活動。第二個時期則是2006年，審計部糾正勞委會「安定就業基金」管理不善，涉嫌圖利，自此開啟爭端及司法訴訟。2012年，「關廠歇業失業勞工創業貸款」追訴期將近，因此發函要求未還款的關廠工人還款，並編列預算打算提起民事訴訟，但關廠工人認為這與當初勞委會承諾時的代位求償精神不符，因而引發了另一波的抗爭。2014年3月勞動部宣佈不再上訴關廠工人案後，抗爭事件大致結束。

## 組織成員

### 第一時期主要成員
- 曾茂興，工運人士，協助聯福製衣自救會，已於2007年過世。
- 林子文，工運人士，台北縣產業總工會理事長，協助東菱電子自救會[1]
- 毛振飛，工運人士，現為桃園縣產業總工會理事長。
- 吳永毅，工運人士，自主勞工聯盟執行長，主要協助福昌紡織。
- 聯福製衣自救會，位在桃園八德，1996年9月惡性倒閉，老闆李明雄脫產潛逃國外，積欠員工薪水、退休金、資遺費等共約兩億元。
- 福昌紡織自救會，位在桃園龜山，上市公司，1996年經營權易手爆發糾紛，董事長為陳德興，新入主股東兼總經理為吳峰智，最終惡性倒閉並爆發炒股與利益不清等糾紛，積欠員工資遺費等共約一億二千萬元。
- 東菱電子自救會，位在台北新莊，1996年2月惡性倒閉，積欠800多名員工6個月薪資及退休金、資遺費等。
- 東洋針織自救會，位在台南新市，1996年11月起爆發勞資爭議，最終惡性倒閉，積欠員工500多人退休費等超過兩億元。抗爭過程被拍成紀錄片《你濃我濃─臺南東洋針織關廠抗爭事件》[2]。但在第一期抗爭領到貸款後不久即解散，而未主動參與第2期的抗爭，據吳永毅說明可能是「面對了老闆夥同黑道施以暴力，例如東洋針織自救會就有幹部被砍斷腳筋」[3]
- 太中工業自救會，位在台北新莊。
- 路明電子自救會，位在台南仁德，第一期抗爭領到貸款後不久即解散。

### 第二時期新增成員
- 耀元電子自救會，位在桃園大園，1998年5月惡性倒閉，老闆潛逃大陸，積欠員工薪資及資遣費共約7500萬元。當年7月1日大學聯考當天曾以癱瘓交通方式抗議，而引起社會關注。
- 興利紙業自救會，位在苗栗竹南。

## 第一時期
第一個時期是1996年左右，台灣陸續發生多起紡織、製衣廠惡性倒閉，導致員工退休金與資遣費問題都求助無門，後來數家關廠失業勞工組成「全國關廠工人連線」，簡稱全關連，陸續進行了包括一系列的抗爭活動，其中包括了1996年12月20日由曾茂興帶領聯福製衣工人在桃園的臥軌事件。後來催生了「關廠歇業失業勞工創業貸款」和「關廠歇業失業勞工再就業補助」等關廠相關法令，另外這幾起事件可能也促成或加速了勞退新制及關廠法（後來並未制定，而是改制定大量解僱保護法）的立法。之後各自救會仍繼續分頭抗爭，但幾乎都未能從原雇主手上拿回積欠的款項。

### 事件概要
- 1996年8月，福昌紡織因延發員工年終獎金及薪資，員工開始抗爭。
- 1996年9月9日，福昌紡織電子公司和聯福製衣公司產業工會員工到勞委會陳情，希望勞委會對雇主延發薪水、資遣員工的事主持公道。
- 1996年10月28～29日，福昌紡織200多名員工分成六組，輪班至桃園工廠守夜及到台北總公司與董事長及總經理談判。因工人不讓雇主在未達協議前離去，因此福昌工人與新、舊雇主在總公司辦公室共談判長達50～60小時，才在獲得3項初步承諾後離去，工人圍困雇主的舉動震驚社會。資方於承諾中簽下分九期支付員工資遣費的本票，但第一期就跳票。此次軟禁事件結束後一個月，總經理吳峰智的妻子張菊枝提告控訴妨礙自由，後雖願意撤告，但由於妨礙自由為非告訴乃論罪，檢察官仍於1997年5月30日對工會幹部等11人提起公訴，並請求法官從輕量刑，最終緩刑定讞。
- 1996年12月20日，曾茂興帶領聯福製衣廠上百名工人在桃園桃園內壢永豐路前平交道集體臥軌，阻擋台鐵列車通行。此一事件共有80多人被依公共危險罪遭起訴、判刑，但經3年多的訴訟之後，只有帶領抗爭的曾茂興需實際入監執行10個月徒刑，2000年9月23日入監，2個月後獲得特赦[4]。
- 1996年12月27日，全關連夜宿勞委會，抗議國家法令無法保障勞工權益，並要求限期解決惡性關廠問題。
- 1996年12月28日，全關連赴國家發展會議閉幕典禮會場，抗議國家發展會議枉顧失業工人困境。
- 1996年12月31日，全關連在台北車站前廣場靜坐並夜宿，但在隔天1997年1月1日，準備前進參加總統府前升旗典禮時，與警力發生衝突，造成4名工人受傷。
- 1997年2月2日，聯福製衣、福昌紡織電子、東菱三家公司員工三百多人原定前往中山高速公路桃園縣南崁交流道附近進行「年終大掃除」，唯恐遭警方阻止，臨時改往楊梅交流道附近清理垃圾，警方以人牆擋住高速公路楊梅交流道北上路口，造成省道大塞車。
- 1997年2月2日，福昌紡織勞資糾紛暫時落幕，新任股東與勞方對尚未發放的資遣費達成協議，資方先支付其中4成共3600萬元現款，後面6成再分兩期給付，並約定抵押等規定，但後來的第2期、第3期資遣費都未能兌現。
- 1997年5月15日，東菱電子自救會在勞委會前展開28小時的絕食抗議，藉此表達對政府無能的不滿。勞委會主委許介圭出面安撫，並於數日後召開公聽會，催生了「關廠歇業失業勞工創業貸款」和「關廠歇業失業勞工再就業補助」等關廠相關法令。
- 1997年7月10日，勞委會頒布《關廠歇業失業勞工促進就業貸款實施要點》，並於1997年12月1日貸出，總計有1,105人借款，金額新台幣4億4千多萬。

### 相關事件
- 1998年10月9日，聯福、耀元、擎揚等五百多名關廠失業員工，包圍監察院及行政院抗爭。[5]
- 2001年，聯福製衣廠老闆李明雄因侵佔健保費被引渡回台，20萬元交保。
- 2004-2005年 審計部抽查「就業安定基金」，要求勞委會追討貸款，當時的勞委會主委陳菊從600多人裡找了10個投保薪資最高的做為催討對象。後來有7人還錢，未還的3人，經法院判決敗訴，但勞委會也沒強制執行還款。[6]
- 2005年8月，東菱電子原廠房被以3億7千萬元拍賣，並執行點交，長期駐於廠房之自救會成員與警方發生衝突，最後買方同意給予廠內的23戶自救會成員共2000萬元的補償金 ，前後歷時9年半的東菱抗爭結束。
- 2008年，聯福製衣廠原廠房執行點交，聯福製衣自救會輪流駐於原廠房之長期抗爭被迫結束[7]。

### 後續影響
如勞退新制、大量解僱勞工保護法的建立。
勞退舊制的缺失，如公司經營不善倒閉時，資遣費之順位低於債權人，或是雇主未依法提撥至退休準備金帳戶之懲罰較輕等問題，至今仍未能有效解決。

## 第二時期
第二個時期則是2005年，審計部糾正勞委會「就業安定基金」不積極處理追償，有圖利他人之嫌，勞委會向十名投保薪資最高者，提出司法訴訟，並獲得勝訴。至2012年的「關廠歇業失業勞工創業貸款」追訴期將近，因此發函要求未還款的關廠工人還款，並編列預算打算提起民事訴訟，但關廠工人認為這與當初勞委會承諾時的代位求償精神不符，因而引發了另一波的抗爭，其中包括了2013年2月5日在台北車站的臥軌事件。2014月3月勞動部宣佈不再上訴關廠工人案後，抗爭事件大致結束，全國關廠工人連線則作為勞工運動團體，持續參與中華民國國道收費員抗爭事件、華隆自救會等類似事件。

### 事件概要
- 2012年6月12日，勞委會發函給超過一千五百人，要求連本帶息按月攤還當年的貸款。18日，勞委會在網站上發出新聞稿說明追討貸款的立場[8]。
- 2012年6月19日，聯福製衣自救會召開記者會，要求勞委會停止追討[9]。
- 2012年7月4日，全關連舉辦夜宿勞委會活動，邀請勞委會主委王如玄共進晚餐。在一夜等不到人後，隔天分別前往行政院、監察院及總統府陳情[10]。
- 2012年7月17、18日，分屬板橋與桃園地方法院管轄的工人先後到法院遞交異議狀，表達對債權的爭議，並要求法院併案審查[11]。
- 2012年8月6日，全關連在當年臥軌的桃園內壢永豐路平交道前舉辦記者會，之後開始一連數日夜宿勞委會前廣場的抗爭活動。8月7日在立法院召開記者會，要求政府暫停對欠貸工人的司法訴訟、兩造合意爭取併院及併案審理，強調勞委會不該向高齡失業工人討債，要求勞委會主委王如玄本週五之前要出面協商解決方案，並儘速推動「勞工債權優先受償權」的立法，否則不排除發動臥軌抗爭[12]。8月8日，除前往監察院陳情外，亦試圖前往電影《不能沒有你》中，父女試圖自殺的天橋抗議。然而，由於警方動員大批人力「保護天橋」，因此未能成行。同時揚言若持續無法獲得回應，要在8/10癱瘓台北捷運，並在8、9兩日前往台北捷運地下街，向民眾說明抗爭理由，並為了可能發生的癱瘓行動提前道歉[13]。
- 2012年8月10日，全關連300多人成功佔領台北火車站月臺，勞委會副主委郭芳煜現場承諾王如玄出面和勞工會談，並依民事訴訟法暫停訴訟4個月，8月的抗爭行動到此暫時告一段落。但原定10月1日與王如玄的會談，卻因為王如玄9月底因基本工資問題宣佈辭職，而未能成行。
- 2012年8月至10月暫停訴訟期間全關連多次與華隆、榮電罷工等串連，進行多場勞工運動。
- 2012年10月初，新任勞委會主委潘世偉，私下與聯福及耀元自救會會長會談，表示會向企業募款代為償還。
- 2012年10月底，由於勞委會在新年度的預算中，於「就業安定基金」下編列了用於向「全關連」追討債務的2,056萬訴訟費，加上無明確動作要解決爭議，全關連開始新一波的抗爭行動。10月28日參與了「政府混蛋、勞工完蛋」活動，以六步一跪及丟雞蛋方式表達訴求。10月31日到立法院前拖棺抗議[14]。11月12日則前往坑殺2億勞退基金的前安泰投信副總謝青良豪宅前上演行動劇[15]，並遊說立委請求提案刪除這筆預算。
- 2012年11月20日，潘世偉接見15位關廠工人代表，但未有具體結論或承諾。
- 2012年12月20日，勞委會在圓山飯店國宴廳舉行全國勞、資、政三方的社會對話，全關連再次與榮電公會串連，在外包圍守候，要求與潘世偉對話仍未能成功，僅換來依民事訴訟法再延長一次暫停訴訟4個月的承諾[16]。
- 2012年12月24日聖誕夜，全關連前往101購物中心松智路入口耶誕樹下報佳音，預告跨年夜癱瘓台北捷運的行動。12月29日到公務人力中心堵馬英九。12月30日，一方面在西門町捷運站前再次以六步一跪方式為隔天的癱瘓行動總道歉，另一方面則突襲總統官邸並開始靜坐，警方經過五次舉牌之後，調動警力將靜坐者抬離。經過一連多日行動後，由於成員不少人體力無法負荷連續動員，加上警方跟監等因素，決定取消跨年夜癱瘓捷運以及元旦的行動。而在總統官邸前的靜坐行動，除全國關廠工人連線及榮電公會外，也有不少學生到場聲援並加入靜坐行列[17]。
- 2013年2月4日，由於勞委會向關廠工人催討債務的「就業安定基金管理委員會」將在隔天召開，全關連先前往勞委會上演行動劇，並再次重申不接受分割與分期付款的立場[18]。
- 2013年2月5日，勞委會就業安定基金管理委員會於下午5點宣佈決議，提出「關廠歇業經濟困難勞工紓困補貼實施要點」，並採用「三、六、九方案」即法定低收入戶或65歲以上但經濟困難者、中低收入戶與收入達內政部公布各縣市最低生活水準2.5倍，將分別補助90%、60%與30%，並且保留10%的行政裁量空間，亦即最高有可能全額補助。在現場等待結果的全關聯所屬自救會立即舉辦會員大會，以鼓掌方式表決並拒絕了勞委會的解決方案，並決定未來將升高抗爭，將準備好的雞蛋擲向勞委會大門表達不滿與憤怒後，步行前往台北車站開始臥軌行動。
- 2013年2月5日下午8點30分，集結在台鐵台北站第3月台的全關連成員其中約100人，在毛振飛的號令下同時跳下鐵軌佔據軌道，此時正減速駛入由基隆開往彰化的區間車也因此緊急停車，之後警方陸續將臥軌者抬離軌道，並將8名幹部帶回偵訊，期間約造成台北車站鐵路交通癱瘓了半小時。這次的臥軌行動除宣示了全關連的決心外，也使得全關聯的行動受到了更多的認知與關注，但其中也包含一些對癱瘓行為的責難[19]。
- 2013年2月6日，全關連在勞委會門口舉辦記者會並對於前一日的臥軌癱瘓事件向大眾道歉。
- 2013年3月5日，臥軌事件滿月，全關連在行政院門口召開記者會，重新申明要求勞委會撤告，揚言未來將挑選時機發動絕食等高強度的抗爭行動[20]。
- 2013年3月22日，勞委會提出新的「五、七、九方案」，將補助比例提高[21]。4月11日，全關連在桃園中華電信訓練所舉行投票，以壓倒性的票數決議，確定不接受「五、七、九方案」。4月18日，勞委會提出「七、八、九方案」，並將名稱修正為「關廠歇業勞工貸款補貼實施要點」[22]，但由於涉及代位求償或是貸款的概念問題，仍不被全關連接受。
- 2013年4月28日，全關連開始在勞委會前進行絕食行動，分別採取無限期絕食及輪流絕食的方式[23]，直到5月6日潘世偉在立委逼問下，同意派職訓局人員與關廠工人協商，全關連才結束絕食，總共絕食了9天共193小時，期間並有2人送醫[24]。
- 由於勞委會始終未答應撤告，在全關連抗爭未果的同時，訴訟也從4月起逐步開始進行，期間也有部份成員接受補貼方案先行還款，僅有約558件進入訴訟程序。之後全關連6月19日在立院前呼籲刪除預算、監督勞委會提出免除工人債務的解套方案。7月17日，在台北車站大廳，上演「馬政府討債瘋車撞工人」行動劇，之後前往馬英九競選國民黨主席總部，要求馬英九承諾《勞動基準法》第28條（墊償基金擴大範圍包括資遣費與退休金）以及《就業服務法》第24條（特殊情況如關廠工人案可免其債務）修法，並應立即撤銷對工人告訴，但都未能獲得具體成果。
- 2013年8月23日，訴訟案出現轉機，桃園地院簡易庭法官溫宗玲，接受了全關連義務律師團的觀點，認定關廠工人案不屬於私法案件(民事訴訟)，而是公法案件(行政訴訟)，裁定將手中的12個案件，移轉由行政訴訟庭審理。9月14日桃園地院法官林涵雯、溫宗玲再度裁定六十九件訴訟移轉由行政訴訟庭審理[25]。
- 2013年9月，全關連計畫在9月29日第十九次中國國民黨全國代表大會當天包圍會場國父紀念館，但由於發生了九月政爭，國民黨宣佈全代會延期，全關連遂與社運團體組成「929社運連線」，並展開募鞋行動。11月10日全代會當天前往台中港區綜合體育館的會場丟鞋抗議[26]。
- 2013年10月18日，立法院衛環委員會通過決議，將先前解凍的勞委會預算其中1/5解凍，條件是勞委會主動告知法院，希望將案件移轉至行政法庭，但此條件不為勞委會所接受。經協調後，改為勞委會主動告知法院，立法院所做出的主決議[27]。
- 2013年12月24日，聖誕節前夕，全關連在新北地方法院發起報怨音活動，呼籲新北法官能將案件移轉行政訴訟。原因為自8月第一起訴訟移轉行政訴訟以來，至11月底為止，桃園、苗栗、台中地區的法院，已裁定移轉案件共計159件，佔申請總數70%，但新北地區的46件，卻有27件聲請移轉遭駁、19件尚待裁定，至今仍未出現聲請成功的案例[28]。
- 2014年3月，桃園地院行政訴訟庭法官錢建榮，以勞委會可能敗訴，若撤訴恐「有礙公益維護」，裁定不准勞動部撤回由他審理的兩起已移轉至行政訴訟案件[29]。
- 2014年3月7日，台北高等行政法院就5個移轉行政訴訟的個案，宣判關廠工人勝訴，並認定勞委會所主張當年民事上的「借款」，屬於「基於國家責任」的補償，而無論這筆補償的性質是否需要償還，都已經因為超過公法契約5年時效而消滅，這5個個案的關廠工人無須還款。宣判之後，全國關廠工人連線再度要求勞動部立即對所有關廠工人撤告[30]。3月10日，勞委會宣佈主動撤回目前尚在訴訟中的案件，而對於2012年勞委會（今勞動部）追討債務後償還的勞工，也將返還其償還金額，但沒有對當年這筆錢是津貼或貸款性質進一步說明。到勞委會主動撤告為止，當年申請《關廠歇業失業勞工促進就業貸款》者，共計1,105名，2004年前依約還款者為480名。2012年，勞委會對剩下未還款的625名工人追討債務後，又有77名工人還款、而承認債務、接受勞委會和解方案的工人則有215名。其餘的548名未還款也未接受和解方案的工人，則付諸法律訴訟。勞動部勞資關係司司長王厚偉表示，對於2012年後勞委會追債後主動償還的工人，將返還金額，估計金額最多不超過5,000萬；對於2004年前還款的480工人，勞動部則不會返還金額[31]。
- 2014年3月11日，全關連線針對「勞動部全面撤告」發出聲明稿，並表示活動不會因為勞委會的全面撤告而終止，仍會持續推動勞基法28條修法，關注老人議題[32]。
- 2014年3月14日，行政院長江宜樺在立法院首度明確表示，對於民國101年以前當時已依約還錢者，基本上也會採取同樣的原則進行退款[33]。
- 2014年5月18日，全關連要求勞動部承認貸款為國家補償性質，為大舉興訟道歉。下午則在凱道舉辦「抗爭這條路終於望春風」勝訴感恩大會，並在凱道「辦桌」[34][35]。

### 主要訴求
- 第2期抗爭的啟端，主要來自審計部抽查「就業安定基金」提出糾正，勞委會向十名投保薪資最高者提出司法催討。[36]
- 第2期抗爭的爭議，主要來自勞委會認定關廠歇業失業勞工促進就業貸款為單純的貸款，因而在民事法律追訴期求屆時依法追討。而全國關廠工人連線則認為，此筆款項帶有代位求償精神，若要追討應是向老闆追討而非關廠工人。且政府必須對當年退休金提撥的監督不周負起責任。
- 此外，為了避免同樣的案例重演，全關連也提出了「擴大勞基法第28條薪資墊償範圍」，主張修法除了提高勞動債權外，也要擴大積欠工資墊償基金的墊償範圍，確實將代位求償精神入法。

### 各界反應與爭議發言
- 前勞委會主委陳菊任內首度提告，根據風傳媒報導：「許立明指出⋯⋯當時的勞委會主委陳菊為保護基層同仁，同時又盡可能縮小對關廠勞工造成影響，因此決定在600多名關廠勞工中，僅向其中10名投保薪資最高、有資力進行還款者進行催討。這10人有3人未還款，並經『法院判決3人敗訴』⋯⋯勞委會也沒對他們強制執行還款」，涉嫌瀆職。 [36]
- 前勞委會主委王如玄在2014年3月，法院做出關廠工人勝訴決定後，說出了「當年依法行政，若追訴時效一過而未提告，同仁將面臨瀆職問題」「沒有打官司，永遠不知道會有什麼可能性發生！」等發言[37]。
- 勞委會主委及勞動部長潘世偉，在2013年2月臥軌事件後，說出「不應將勞工的身體當成工具」，並表示勞工沒有事證可以證明當時勞委會用代位求償方式墊付，「若不訴訟，如何去確認到底是不是代位求償。」2013年5月，關廠工人在勞委會門口絕食靜坐多日後，立委詢問他是否有去關心，他說出了「我每天都在看他們」「同仁一直在旁邊關心」等發言[38]。
- 中華民國總統馬英九，在2013年2月臥軌事件後，說出「如果要讓政府出帳，要有根據，這不是魄力問題，是法律問題」的發言，堅持政府提告的立場[39]。2014年2月12日說出「這兩年關廠勞工抗爭，有時會產生錯覺，讓人家以為我們勞工過得很慘，沒有保障。」的發言[40]。
- 前勞委會主委李應元，在2013年5月10日投書中國時報，對於勞委會可以採取的行動提出建議[41]。

### 後續影響
- 2014年3月勞動部宣佈不再上訴關廠工人案，讓勞工與政府爭論18年的全國關廠工人連線抗爭事件劃下句點。[42]行政院長江宜樺在立法院首度明確表示，對於民國101年以前當時已依約還錢者，基本上也會採取同樣的原則進行退款[33]。
- 全國關廠工人連線則作為勞工運動團體，持續參與中華民國國道收費員抗爭事件、華隆自救會等類似事件。
- 2017年9月，交通部針對103年臥軌抗爭事件，對10位參與者依違反《鐵路法》行政裁罰每人6,000元[43]。